# 無名異焼

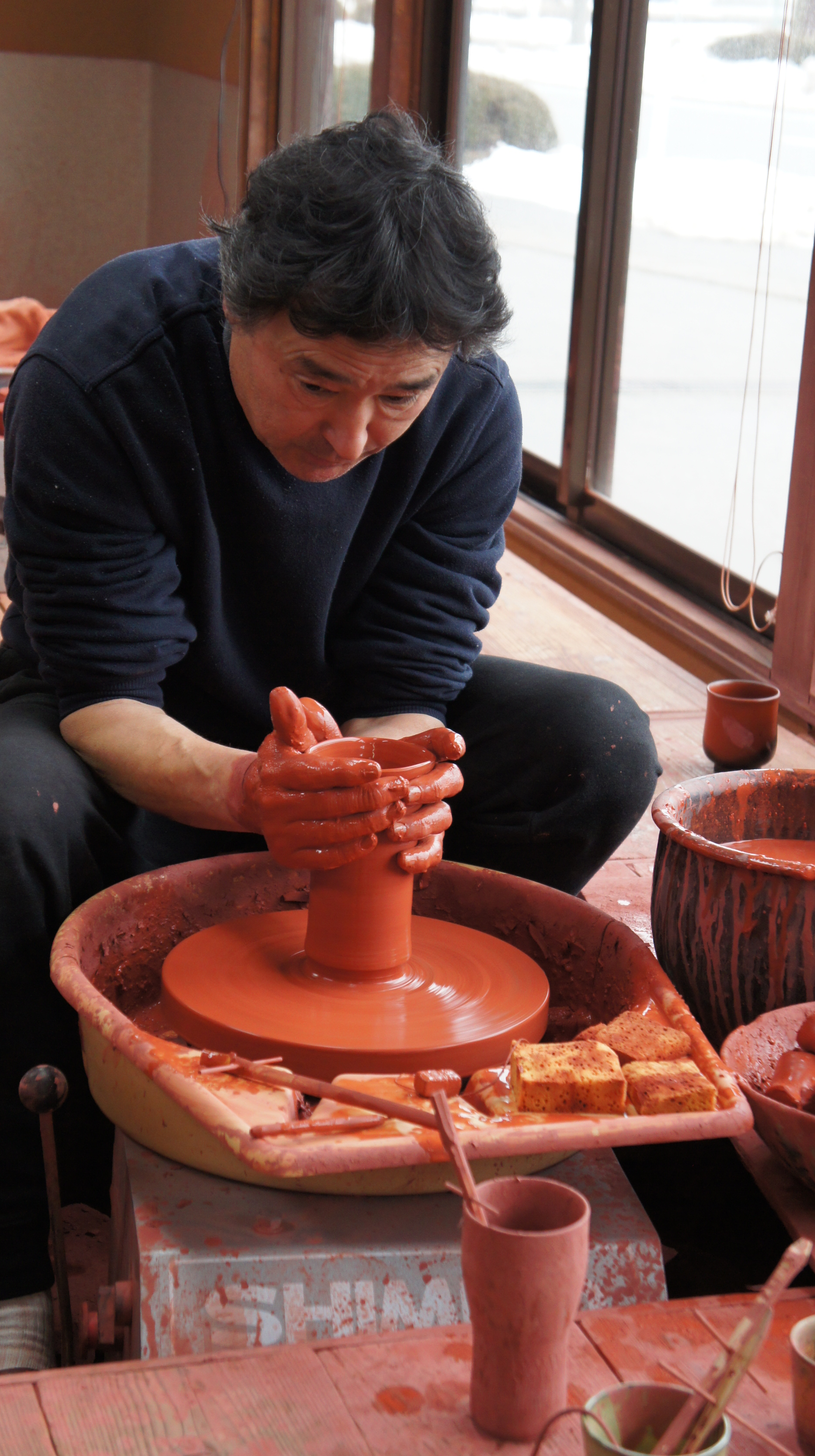
無名異焼制作風景

無名異焼（むみょういやき）は、新潟県佐渡市で焼かれる陶器。

## 概要
無名異焼は無名異土（酸化鉄を多量に含んだ赤土）を原料とする焼物である。1819年（文政2年）に、伊藤甚平が佐渡金山の坑内で産する無名異を用いて楽焼を製造したことが始まり。1857年（安政4年）に伊藤富太郎が本焼を始める。明治時代に入ると、三浦常山や伊藤赤水らの手によって、高温で硬質に焼成する現在の無名異焼が出来た。
技術的には、水簸（水を使った土の精製作業）を行ってからさらに絹目に通すため、他の陶土より粒子が細かく収縮率が大きいのが特徴である。また、成形後は生の内に石や鉄へらなどで磨いて光沢を出し、焼成後には佐渡金山の精錬滓でさらに磨いて、独特の光沢を出す。完成した焼物は堅く焼き締まっているために金属音を発する特徴をもち、その色合いは使用するほどに光沢を増し、独特の落ち着いた色味となる。
無名異焼は佐渡で産出する陶土と釉薬原料を使用することが原則であるが、技術の進歩や陶工たちの長年の工夫により、近年は釉薬原料や造形が多様となり、窯元ごとに特徴の異なる製品が作られるようになった。
2003年に重要無形文化財の指定を受け、同時に5代伊藤赤水が重要無形文化財保持者（人間国宝）に認定されている。
2024年10月17日に、経済産業大臣指定伝統的工芸品の指定を受けた。

## 石見無名異焼
石見銀山産の鉱物「無名異」を原料に、陶工の肥田泰山が1906年（明治39年）頃から1943年（昭和18年）にかけて製造した焼物も「無名異焼」と呼ばれる。現存数が少なく、幻の焼物とも称される。銀山の山中より採取した無名異を水でこし、粘土を混ぜて練って成形し、時には彫刻を施して焼き上げられた。表面は無釉で堅く、褐色を帯びた赤色をしているのが特徴である。